# Голота Андрій
Андрі́й Голо́та (крипт.— А. С.; рр.і м. н. та см. невід.) — український гравер XVIII століття.

## Життєпис
У 1730-х–1750-х роках працював у місті Кременець та Почаєві (нині Тернопільської області). Тут виконав гравюри релігійного та історичного змісту.
Як зазначає історик Ярослав Ісаєвич, для роботи в друкарні Почаївської лаври було «запрошено з Підкаменя здібного гравера Андрія Голоту, який перед цим вдосконалював свою майстерність у Києві, Вільнюсі, Львові» . 1735 року для цієї друкарні виготовив титульний аркуш для Служебника.

## Роботи
Серед робіт — здійснені в друкарні Почаївської лаври гравюри:
- титульні сторінки з фігурами святих і головами херувимів («Служебник», 1735),
- чудотворні образи Божої Матері Теребовельської і Піддубецької.